# Adolf Lieban

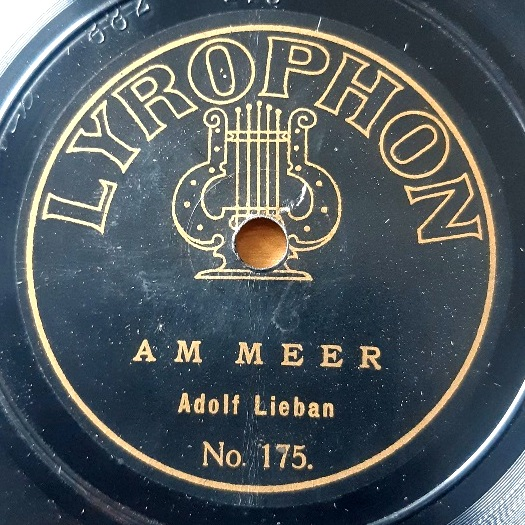
Schallplatte von Adolf Lieban (Berlin 1905)

Adolf Lieban (* 5. Juli 1867 in Eibenschütz; † 14. April 1924 in Berlin-Schöneberg) war ein deutscher Opernsänger (Bass) und Unternehmer in den Anfängen der Phonoindustrie.

## Leben
Adolf Lieban entstammte einer jüdischen Kantorenfamilie, seine Brüder Adalbert Lieban, Julius Lieban und Siegmund Lieban waren ebenfalls Sänger. Er ist vor allem an Berliner Operettentheatern aufgetreten, war aber auch als Opern- und Konzertsänger tätig. Er gastierte sogar gelegentlich an der Berliner Hofoper und ging in Berlin auch einer umfangreichen pädagogischen Tätigkeit nach.
Bereits 1899 gründete Adolf Lieban mit der A. Lieban & Comp. OHG eine Firma für Phonographenwalzen, 1905 mit dem Kaufmann Martin Schulvater die Plattenfirma Lyrophonwerke Adolf Lieban & Co. GmbH.
Er hinterließ zahllose Aufnahmen, die ersten bereits um die Jahrhundertwende auf Lieban-Künstler-Phonographen-Walzen, dann auf Beka (Berlin 1904–05), Lyrophon (Berlin 1905–06), Zonophone (Berlin 1908–10), Gramophone (1911–14), Polyphon (Berlin 1915), Parlophon (Berlin 1921) und Vox (Berlin 1922).